# Grammatica Figurata

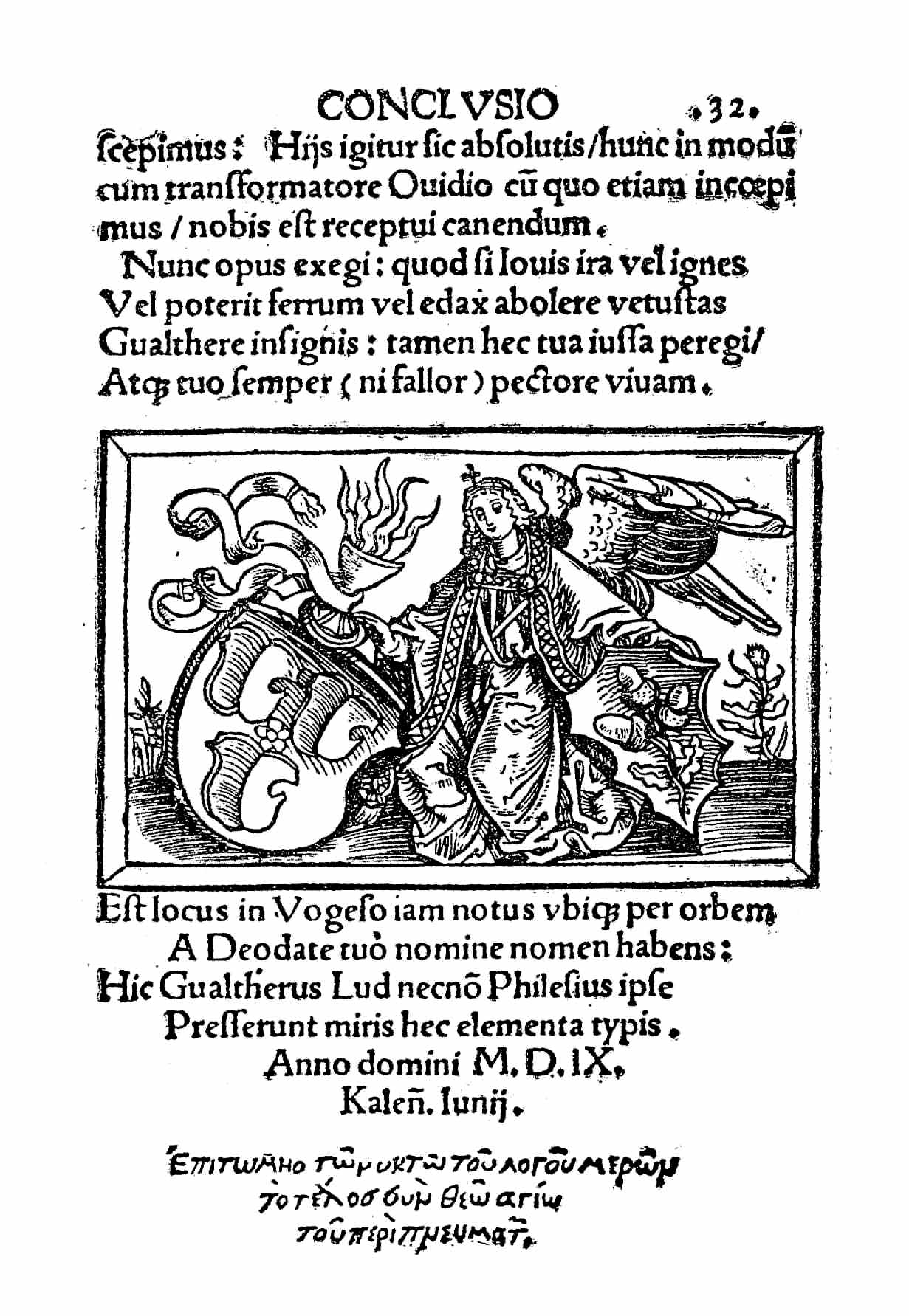
Eindpagina van de Grammatica Figurata (1509)

De Grammatica Figurata is een grammaticaboek in de vorm van een kaartspel, uitgebracht in juni 1509 door Matthias Ringmann (1482-1511), ook bekend onder het pseudoniem Philesius Vogesigena. De volledige titel van het werk luidt: De Grammatica Figurata in Octo Partes Orationis Secundum Donati editionem et regulam Remigii ita imaginibus expressae ut pueri jucundo chartarum ludo faciliora grammaticae praeludia discere et exercere queant. Dit kan worden vertaald als: "De geïllustreerde grammatica van de acht woordsoorten volgens de uitgave van Donatus en de regel van Remigius Van Auxerre, aldus weergegeven in afbeeldingen zodat jongeren door middel van een vrolijk kaartspel de gemakkelijke beginselen van de grammatica kunnen leren en oefenen."
Het werk is gebaseerd op de Ars Minor van Donatus, een van de meest invloedrijke grammatica's van de Latijnse taal, waarin de verschillende woordsoorten in dialoogvorm worden besproken. De Grammatica Figurata maakt deel uit van de renaissancistische onderwijsinnovaties waarin het leren van Latijn een centrale rol speelde. Zoals gebruikelijk in boeken uit deze periode, combineert het werk pedagogische elementen met morele adviezen, humoristische aspecten en antropologische inzichten.

## Overlevering
Lange tijd werd gedacht dat de Grammatica Figurata verloren was gegaan tijdens het bombardement van de stadsbibliotheek van Straatsburg in 1870. In het begin van de 20e eeuw werd echter een vrijwel complete versie van het werk ontdekt door Franz von Wieser in de Bayerische Staatsbibliotheek van München. Vervolgens werden nog twee andere versies gevonden door dr. K. Klement, respectievelijk in de bibliotheken van Wenen en Praag. In 1905 publiceerde Franz von Wieser een facsimile-uitgave van het boek.

## Context
Het concept van lesmateriaal in de vorm van een spel was niet uniek voor Ringmann. Een vergelijkbaar voorbeeld is de Rhythmomachia, een rekenkundig bordspel uitgebracht door zijn leermeester Jacques Lefèvre d’Étaples. Ook Thomas Murner maakte gebruik van het spelmedium in zijn Chartiludium logicae, een logicaspel.

## Spelverloop
In het eerste hoofdstuk van de Grammatica Figurata worden de spelregels uiteengezet. Het spel is opgezet als een vraag-en-antwoordspel over de verschillende woordsoorten (partes orationis) en hun eigenschappen (accidentia). Na het uitdelen van de kaarten begint het spel steeds met dezelfde vraag: “Partes orationis quot sunt?” (“Hoeveel woordsoorten zijn er?”). De speler die de synopsis-kaart bezit, geeft het antwoord op de eerste vraag. Het spel gaat vervolgens als volgt verder: om de beurt wordt een woord gekozen uit een kort tekstfragment. De spelers moeten vragen beantwoorden over dit woord. Een correct antwoord vereist het afleggen van de juiste kaart. De vragen worden gesteld in een vaste volgorde. Eerst wordt er gepolst naar de woordsoort (“Quae pars?”)  vervolgens naar de grammaticale eigenschappen (“Nomini / pronomini / verbo / … quot accidunt?”) en uiteindelijk naar de specifieke invulling van deze grammaticale eigenschappen. De speler met de meeste correct afgelegde kaarten aan het einde van een speelronde wint het spel. Het spel combineert zo kennis van grammaticale vormen met strategisch kaartgebruik: spelers moeten zowel de grammaticale regels kennen als de juiste kaarten in handen hebben om te winnen. Dit principe wordt door Ringmann sterk benadrukt in de leuze: "habere & scire: ut neutrum sine altero prosit" ("bezitten en weten: zodat geen van beide zonder het andere van nut is").

## Spelinhoud
De Grammatica Figurata is opgebouwd uit verschillende delen, waaronder een brief (epistola) van de drukker Lud gericht aan de bisschop van Toul, een voorwoord, een speluitleg en acht hoofdstukken. Elk hoofdstuk is gewijd aan een afzonderlijke woordsoort (pars orationis):
1. Het naamwoord (nomen)
2. Het voornaamwoord (pronomen)
3. Het werkwoord (verbum)
4. Het bijwoord (adverbium)
5. Het deelwoord (participium)
6. Het voegwoord (coniunctio)
7. Het voorzetsel (praepositio)
8. Het tussenwerpsel (interiectio)

De verhandeling is rijkelijk geïllustreerd met negen grote tekeningen en 93 kleinere illustraties. Naast de grammaticale uitleg in elk hoofdstuk bevat het werk een bespreking van de symboliek achter de afbeeldingen. Deze uitleg is vaak doorspekt met christelijke moraal. Een terugkerend thema is bijvoorbeeld een waarschuwing tegen de gevaren van alcoholgebruik.

## Woordsoorten

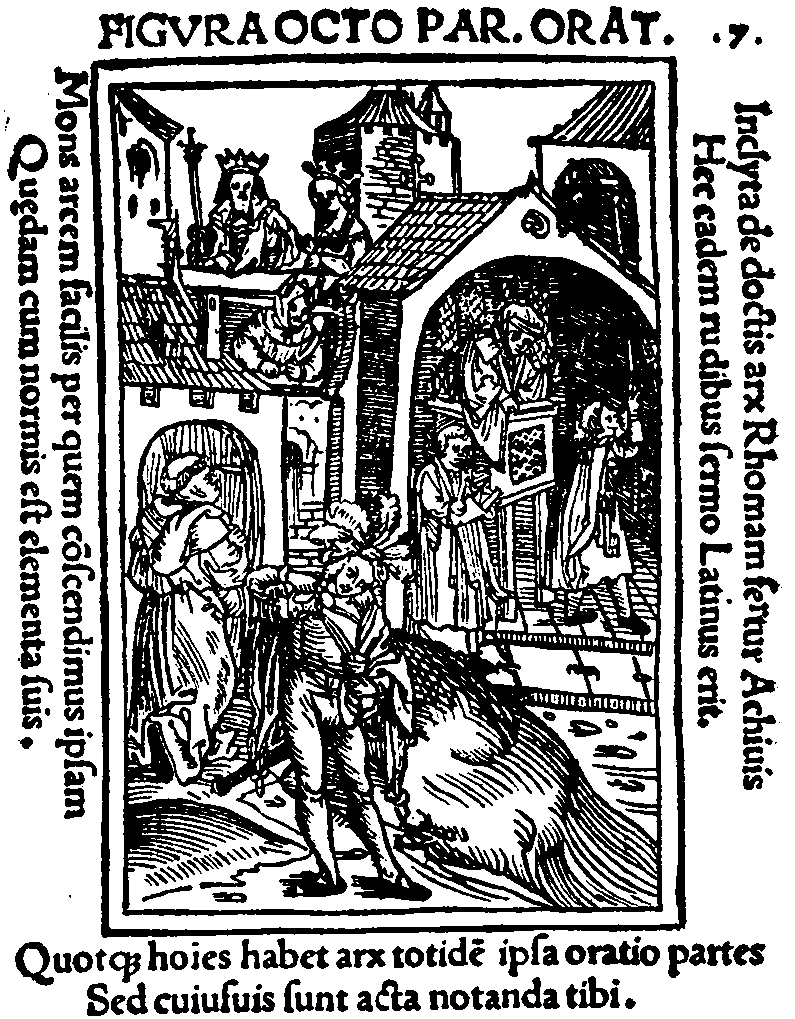
Spelkaart van de arx (fort). Alle woordsoorten worden hierop afgebeeld.

## Woordsoorten[1][2]

#### Synopsis
De eerste illustratie in de Grammatica Figurata toont een fort (arx) waarin de acht hoofdstukken en de bijbehorende woordsoorten symbolisch worden samengevat. Elk element van de tekening representeert een specifieke woordsoort. Bij de toren staan de koning (rex) en de koningin (regina). De koning representeert het werkwoord (verbum) en de koningin het bijwoord (adverbium). De priester (curatus) preekt in de kapel met aan zijn zijde de dominee (sacellanus). Respectievelijk beelden die het naamwoord (nomen) en het voornaamwoord (pronomen) uit. De kerkmeester (aedituus), die het symbool is van het voorzetsel (praepositio), is de klokken aan het luiden. Verder staat er nog een monnik (monacus) die zijn hoofd wegdraait. De monnik staat symbool voor het deelwoord (participium). Vooraan op de tekening staat een wijnschenker (pincerna). De wijnschenker is het symbool van het voegwoord (coniunctio). De laatste figuur is de nar (stultus) die halverwege uit het zolderraam hangt. De nar is het symbool van het tussenwerpsel (interiectio). 

#### Naamwoord (nomen)
In de Grammatica Figurata wordt het naamwoord (nomen) gesymboliseerd door een priester (curatus). De priester is afgebeeld terwijl hij preekt over “de mundanis et caelestibus corporibus ac rebus palpabilius et imaginibus” (“ over de aardse en hemelse elementen en de tastbare en ingebeelde dingen”). Dit symboliseert hoe het naamwoord, net als de priester, naar verschillende zaken verwijst. Een kleine illustratie in de onderhoek, die verwijst naar de Drievuldigheid, benadrukt verder de functie van het naamwoord.
Bij het naamwoord horen volgens Ringmann de volgende grammaticale eigenschappen:
- Qualitas (aard): Een naamwoord kan proprium (eigennamig) of appellativum (soortnamig) zijn.
- Comparatio (trappen van vergelijking): Naamwoorden kunnen drie trappen van vergelijking hebben: positivus (positief), comparativus (vergelijkende trap) en superlativus (overtreffende trap). Sommige naamwoorden, zoals substantieven, hebben geen trappen van vergelijking. In de illustratie wordt dit concept weergegeven als een ladder met een toenemend aantal treden.
- Genus (geslacht): Naamwoorden hebben vier mogelijke geslachten: mannelijk (masculinum), vrouwelijk (femininum), onzijdig (neutrum) en gemeenschappelijk (commune). Voor naamwoorden waarvan het geslacht ambigu is, bestaat een aparte spelkaart.
- Numerus (getal): Er zijn twee mogelijkheden: enkelvoud (singularis) of meervoud (pluralis).
- Figura (vorm): Naamwoorden kunnen simplex (enkelvoudig) of composita (samengesteld) zijn. Voorbeelden zijn potens (machtig) en impotens (machteloos).
- Casus (naamvallen): Er zijn zes naamvallen: nominatief, genitief, datief, accusatief, vocatief en ablatief. Spelkaarten zijn niet voor elke naamval afzonderlijk beschikbaar. De nominatief en vocatief worden als een groep behandeld, en de overige naamvallen vormen een tweede groep.
- Declinationes (verbuigingen): Er zijn vijf verbuigingen.

Vanuit een moderne visie is het opmerkelijk dat het adjectief en het substantief als één categorie worden behandeld. Ringmann volgt hierin de opvatting van Donatus.

#### Voornaamwoord (pronomen)
Het voornaamwoord (pronomen) wordt voorgesteld als de dominee (sacellanus). Deze keuze is symbolisch: net zoals de dominee de priester vervangt wanneer deze niet beschikbaar is, vervangt het voornaamwoord een naamwoord. Ringmann baseert zijn definitie van het voornaamwoord letterlijk op de Ars Minor van Donatus: “quae pro nomine posita tantundem p(a)ene significat personamque interdum recipit” (“het voornaamwoord wordt gebruikt in de plaats van een naamwoord om dezelfde betekenis over te brengen en naar een persoon te verwijzen die eerder genoemd is”).
Ringmann onderscheidt zes grammaticale eigenschappen van het voornaamwoord: 
- Qualitas (aard): Het voornaamwoord kent twee kwaliteiten: Finitum: voornaamwoorden die naar een specifieke persoon verwijzen, zoals ego (ik), tu (jij), ille (hij). Of infinitum: Voornaamwoorden die niet naar een specifieke persoon verwijzen, zoals quis, quae, quod (wat).
- Genus (geslacht): Net zoals bij het naamwoord, zijn er vier mogelijke geslachten: mannelijk, vrouwelijk, onzijdig en gemeenschappelijk.
- Numerus (getal): Het voornaamwoord kan enkelvoud (singularis) of meervoud (pluralis) zijn.
- Figura (vorm): De vorm kan simplex (enkelvoudig) of composita (samengesteld) zijn.
- Persona (persoon): Het voornaamwoord heeft drie personen: eerste persoon (ego, ik), tweede persoon (tu, jij) en derde persoon (ille, hij).
- Casus (naamvallen): Het voornaamwoord volgt dezelfde zes naamvallen als het naamwoord: nominatief, genitief, datief, accusatief, vocatief en ablatief.

#### Werkwoord (verbum)
Het werkwoord (verbum) wordt in de Grammatica Figurata voorgesteld als de koning (rex). Hij zit op zijn troon en houdt een scepter vast als teken van zijn macht. Deze symboliek benadrukt de centrale rol van het werkwoord in de zin: het werkwoord beheerst en dicteert de andere zinsdelen.
Het werkwoord kent zeven eigenschappen (accidentia): 
- Qualitas (aard): De aard van het werkwoord verwijst naar de wijze (modus) waarin het voorkomt. De modi zijn: indicatief, imperatief, optatief, conjunctief en infinitief.
- Conjugatio (vervoeging): Er zijn vier werkwoordvervoegingen, ingedeeld volgens de klinkers: a, lange e, korte e en i.
- Genera (soorten): Werkwoorden worden onderverdeeld in vijf soorten: actief (activum), passief (passivum), neutrum (neutrum), deponent (deponens) en gemeenschappelijk (commune).
- Numerus (getal): Net als bij het naamwoord zijn er twee opties: enkelvoud (singularis) of meervoud (pluralis).
- Figura (vorm): Werkwoorden kunnen simplex (enkelvoudig) of composita (samengesteld) zijn, zoals beschreven bij het naamwoord.
- Tempus (tijd): Er worden drie tijden onderscheiden: praesens (tegenwoordige tijd), praeteritium (verleden tijd) en futurum (toekomende tijd).
- Persona (persoon): Net als bij het voornaamwoord zijn er drie personen.

#### Bijwoord (adverbium)[3]
Het bijwoord (adverbium) wordt gesymboliseerd door de zittende koningin (regina). De symboliek wordt als volgt uitgelegd: net zoals de koningin trouw is aan de koning, vergezelt het bijwoord het werkwoord. In de illustratie in de benedenhoek is op een sjerp de tekst “das Beywort” te zien, bedoeld als ondersteuning voor jonge Duitstalige studenten.
Het bijwoord heeft volgens Ringmann drie belangrijke eigenschappen. 
- Significatio (betekenis): Bijwoorden worden ingedeeld op basis van hun betekenis in verschillende categorieën: plaats, tijd, kwantiteit en negatie. Het teken &c dat hierop volgt in het werk suggereert dat deze lijst niet uitputtend is. In het kaartspel worden de bijwoorden verdeeld in twee hoofdcategorieën: qualitas (kwaliteit) en andere. De categorie "andere" omvat bijwoorden van tijd, getal en trappen van vergelijking.
- Comparatio (trappen van vergelijking): De trappen van vergelijking van het bijwoord zijn dezelfde als die van het naamwoord (nomen).
- Figura (vorm): De vorm van het bijwoord wordt ook op dezelfde manier beschreven als bij het naamwoord: simplex (enkelvoudig) of composita (samengesteld).

#### Deelwoord (participium)
De monnik (monacus) staat symbool voor het participium. In de klassieke traditie werd het participium vaak als een apart rededeel beschouwd. Ringmann definieert het participium als een woordsoort die zowel kenmerken van het naamwoord als van het werkwoord combineert: “est quae partem capit a nomine & verbo” (“het neemt gedeeltelijk deel aan het naamwoord en het werkwoord”). Deze dubbele rol wordt ook in de symboliek weergegeven. De koning (werkwoord) vertrouwt het bidden – een taak die normaal aan de priester (curatus, naamwoord) wordt toegeschreven – toe aan de monnik (participium). Verder kijkt de monacus ook zowel naar de koning en naar de priester en symboliseert zo de dubbele deelname aan zowel het naamdwoord als het werkwoord.
Het participium heeft zes eigenschappen (accidentia): 
- Genus (geslacht): Het participium deelt de geslachten (mannelijk, vrouwelijk, onzijdig en gemeenschappelijk) met het naamwoord.
- Casus (naamvallen): De naamvallen van het participium komen overeen met die van het naamwoord: nominatief, genitief, datief, accusatief, vocatief en ablatief.
- Tempora (tijden): Het participium ontleent de tijden aan het werkwoord:praesens (tegenwoordige tijd), praeteritum (verleden tijd) en futurum (toekomende tijd).
- Significatio (betekenis): De significatio verwijst hier naar wat bij het werkwoord beschreven is als modi: actief, passief, deponent, neutraal of gemeenschappelijk.
- Numerus (getal): Het participium kan enkelvoud (singularis) of meervoud (pluralis) zijn.
- Figura (vorm): Net zoals het naamwoord kan het participium simplex (enkelvoudig) of composita (samengesteld) zijn.

#### Voegwoord (coniunctio)
De wijnschenker (pincerna) beeldt het voegwoord uit. De illustratie toont een wijnschenker die wijn uit een grote kan in een kleine pot giet. Het bijbehorende tekeningetje onderaan de pagina beeldt een symposium uit. Ringmann legt de symboliek als volgt uit: net zoals wijn mensen bij elkaar brengt, verbindt het voegwoord verschillende woorddelen of zinsdelen met elkaar.
Daarnaast bevat de tekst een morele boodschap over de gevaren van wijn. Ringmann waarschuwt dat wijn de benen wankel maakt (tentatura potes) en de tong verlamt (victuraque linguam), waarmee hij het belang van gematigdheid benadrukt.
Het voegwoord kent volgens Ringmann drie eigenschappen (accidentia):
- Potestas (functie): Het voegwoord heeft vijf verschillende functies: coniunctiones copulativae (verbindend) - op deze spelkaart staat een man die een jongen en een meisje in de echt verbindt -, coniunctiones disiunctivae (scheidend) - op deze spelkaart staat een man die een jongen en een meisje scheidt, coniunctiones expletivae (verduidelijkend), coniunctiones causales (oorzakelijk) en coniunctiones rationales (redengevend).
- Figura (vorm): De vorm van het voegwoord volgt dezelfde classificatie als bij het naamwoord (simplex of composita).
- Ordo (orde): Voegwoorden kunnen een nevenschikkende functie hebben (oppositivi), een onderschikkende functie (subiunctivi), of beide (communis).

#### Voorzetsel (praepositio)
Het voorzetsel wordt gesymboliseerd door de kerkmeester (aedituus). Deze wordt afgebeeld als een klokkenluider, waarbij het verband tussen zijn taak en het voorzetsel wordt gelegd: net zoals de kerkmeester de klokken kan luiden en hun klank kan aanpassen, zo beïnvloedt het voorzetsel de relatie tussen woorden in een zin.
Het voorzetsel wordt ingedeeld volgens één grammaticale eigenschap, namelijk op basis van met welke naamval het voorzetsel voorkomt. Er zijn drie opties: voorzetsels met de accusatief, voorzetsels met de ablatief, of voorzetsels die met beide voorkomen.

#### Tussenwerpsel (interiectio)
In de Grammatica Figurata wordt het tussenwerpsel uitgebeeld door de nar (stultus). De nar hangt op de synopsisfoto in een symbolische tussenpositie tussen de grond en de toren. De keuze voor de nar als tussenwerpsel benadrukt de emotionele en spontane aard van het tussenwerpsel. Het wordt als volgt gedefinieerd: "Interjectio pars orationis ultima est quae significat mentis affectum voce incognita." Vertaald betekent dit: "Het tussenwerpsel is de laatste woordsoort en geeft de gemoedstoestand weer aan de hand van een onbekend woord." De illustratie in de onderhoek, waarin een hoorn uit een hart komt, versterkt deze betekenis en symboliseert de directe uitdrukking van emoties.
Het tussenwerpsel kent één grammaticale eigenschap. 
- Significatio (betekenis): Het tussenwerpsel kan vier verschillende gemoedstoestanden uitdrukken: laetens (blijdschap), dolens (verdriet), admirans (verwondering) en timens (vrees).

## Donatusreceptie[1][3][4]
Bij een vergelijking tussen de Ars Minor en de Grammatica Figurata vallen meerdere aspecten op. Allereerst neemt Ringmann de volgorde van de woordsoorten zoals die in de Ars Minor beschreven staat volledig over. Ook de definities van het voornaamwoord, het werkwoord, het bijwoord en het voegwoord zijn woord voor woord uit de Ars Minor overgenomen. Bij het participium en het voorzetsel kiest Ringmann er echter voor om de definities in eigen woorden te formuleren. Opvallend is dat de definitie van het tussenwerpsel slechts één letter verschilt van die in de Ars Minor: waar Donatus spreekt over een “voce incondita” (een vreemd woord), gebruikt Ringmann de term “voce incognita” (een onbekend woord). Naast de definities behoudt Ringmann ook de indeling van de accidentia en neemt hij voorbeelden vaak letterlijk over uit de Ars Minor. Tegelijkertijd kiest hij regelmatig voor een meer beknopte uitleg dan Donatus. Zo behandelt Ringmann bijvoorbeeld niet de constructies die nodig zijn voor vergelijkingen, schrijft hij geen volledige vervoegingen uit en beperkt hij de uitleg van bijwoorden tot vier categorieën, terwijl Donatus er 24 onderscheidt, etc.